# M.I.K.E.
Майк Дирикс (Mike Dierickx) (родился 20 февраля 1973, имя при рождении Дирк Дирикс (Dirk Dierickx)) — бельгийский DJ, более известен под псевдонимами M.I.K.E., Push и Plastic Boy. Самые известные композиции — Universal Nation (Push) и Strange World (Push)

## Биография
За свою карьеру Майк выпускал записи под различными псевдонимами: Solar Factor, M.I.K.E, The Blackmaster, Return Of The Native, Plastic Boy, Šand, и Push. В целом, он использовал порядка 85 различных псевдонимов.
Стиль Майка как DJ напоминает смесь Прогрессив-транс с техно-эджем. Регулярно оказывается в топе чартов различных стран.
Будучи 11-летним мальчиком он открыл в себе потенциал семплера и синтезатора. В возрасте 18-ти лет, Майк передал свою демо-кассету в звукозаписывающую компанию USA Import, расположенную в Антверпене. Вскоре его первая запись, «Vision Act», была выпущена на лейбле Atom в 1992 году. Майк выпустил несколько удачных записей, прежде чем подписал контракт с лейблом Lightning back в 1996 году.
Майк стал очень популярен и в 1998 Universal Nation (Push) получила несколько танцевальных наград. Первое место песни в мировых чартах помогли бельгийской школе танцевальной музыки выйти на мировую карту. Следующая композиция Strange World (Push) также стала хитом и играла в тысячах клубов по всей Европе. Следующая композиция, The Legacy, снова заняла ведущие места в чартах Европы, а в Британском Национальном чарте заняла 21 место. За годы карьеры Майк получил такие музыкальные награды, как лучший сингл, лучший танцевальный продюсер; 6 раз оказывался в Топ-40 национального чарта Великобритании.
Майк сотрудничал и делал ремиксы для Sinéad O'Connor, Moby, Mauro Picotto, Bomfunk MC's, Oliver Lieb, и Ian Van Dahl. Это не осталось незамеченным, и Майк был приглашен в качестве DJ на различные мероприятия по всему миру, включая Gatecrasher и Godskitchen в Великобритании; Fura и Velfarre в Японии; Dance Valley и Trance Energy в Нидерландах; Spirit и Spundae в США.
Майк является резидентом в Godskitchen и The Gallery в Лондоне
В 1999 решил основать свой собственный лейбл — Scanner-Records.
В настоящее время проект заморожен, так как Майк переключился на свой новый лейбл Club Elite.

## Дискография

### Под псевдонимом Push

#### Альбомы
- 2000 From Beyond
- 2002 Strange World
- 2004 Electric Eclipse
- 2009 Global Age

#### Синглы
- 1997 «Universal Nation»
- 1999 «Cosmonautica»
- 1999 «Till We Meet Again»
- 1999 «Universal Nation '99»
- 2000 «Electro Fever»
- 2000 «Strange World» (2000 Remake)
- 2000 «The Legacy»
- 2000 «Tranzy State Of Mind»
- 2001 «The Legacy» (2001 Remake)
- 2001 Push vs. Sunscreem — «Please Save Me»
- 2002 «Journey Of Life»
- 2002 «Strange World» (2002 remake)
- 2002 «Universal Nation 2002»
- 2003 «Universal Nation 2003»
- 2003 Push vs. Globe — «Tranceformation»
- 2004 «Blue Midnight» (limited edition)
- 2004 «Electric Eclipse»
- 2004 «R.E.S.P.E.C.T.»
- 2006 «Strange World» 2006 (Club Elite)
- 2008 Universal Voice E.P. (Club Elite)
- 2008 Impact E.P. (Club Elite late 2008)

### Под псевдонимом Plastic Boy

#### Альбомы
- 2005 "It’s A Plastic World"
- 2011 "Chocolate Infusion"

#### Синглы
- 1998 «Twixt»
- 1998 «Life Isn’t Easy»
- 1999 «Angel Dust»
- 2000 «Can You Feel It»
- 2001 «Silver Bath»
- 2003 «Live Another Life»
- 2004 «Twixt 2004»
- 2005 «From Here to Nowhere»
- 2008 «Rise Up» / «A New Life»
- 2010 «Chocolate Infusion» / «Exposed»
- 2010 «Aquarius» / «Journey Of A Man» / «We’re Here To Stay»
- 2011 «RED E.P»

### Под псевдонимом M.I.K.E.

#### Альбомы
- 2006 The Perfect Blend
- 2007 Moving On In Life
- 2013 World Citizen

#### Синглы
- 1999 «Futurism»
- 2000 «Sunrise At Palamos»
- 2002 M.I.K.E. vs. John '00' Fleming — «Ice Cream»
- 2003 «Turn Out The lights»
- 2004 «Totally Fascinated»
- 2004 M.I.K.E. vs. Armin van Buuren — «Pound»
- 2004 M.I.K.E. vs. Armin van Buuren — «Intruder»
- 2004 M.I.K.E. vs John '00' Fleming — «Dame Blanche»
- 2005 «Massive Motion»
- 2005 «Fuego Caliente»
- 2006 «Voices From The Inside»
- 2006 «Salvation»
- 2006 «Strange World 2006»
- 2006 M.I.K.E. with Andrew Bennet — «Into The Danger»
- 2007 «Changes 'R Good»
- 2008 «Nu Senstation»
- 2008 M.I.K.E. with Andrew Bennet — «A Better World» — The Mixes
- 2010 «Art of love»
- 2012 Maor Levi & M.I.K.E. - Couleurs Du Soleil [Anjunabeats]
- 2013 Rank 1 vs M.I.K.E. - Elements Of Nature

### Под псевдонимом Solar Factor
- 2001 «Deep Sonar»
- 2002 «No Return»
- 2002 «Urban Shakedown»
- 2004 «Fashion Slam»
- 2005 «Global Getaways»
- 2005 «The Rising Sun»

### Под псевдонимом Project M.C.
- 2010 «Kontrol» / «Crossing The Sun»

### Ремиксы
- Art Of Trance: «Madagascar» (Push Remix)
- Cygnus X: «The Orange Theme» (Push Remix)
- Mauro Picotto: «Back To Cali» (Push Remix)
- Moby: «In This World» (Push Vocal Mix)
- Rio Klein: «Fearless» (Push Remix)
- Sinéad O’Connor: «Troy — Phoenix From The Flame» (Push Remix)
- Sunscreem: «Exodus» (Push Remix)
- The Space Brothers: «Everywhere I Go» (Push Trancendental Remix)
- Yves DeRuyter: «Music Non Stop» (Push Remix)
- Robert Gitelman: «Things 2 Say» (M.I.K.E. Remix)
- The Gift: «Love Angel» (M.I.K.E. Remix)
- Armin Van Buuren: «In And Out Of Love» (Push Trancedental Remix)
- Arnej: «They Always Come Back» (M.I.K.E. Remix)
- Ramirez Vs. Nebula: «Hablando» (Push Remix)

### Под псевдонимом Absolute

#### Альбомы
- 2008 Horizons